# Vídeo de Roberto Alvim como Secretário da Cultura

Comparativo publicado em reportagem da Deutsche Welle, empresa pública de radiodifusão da Alemanha.

O vídeo de Roberto Alvim como Secretário da Cultura faz referência a um vídeo veiculado em 16 de janeiro de 2020, quando Roberto Alvim era então o secretário especial da Cultura do Ministério do Turismo do Governo Jair Bolsonaro. No vídeo de caráter institucional, Alvim parafraseia trechos de um discurso feito a diretores de teatro em 1933 por Joseph Goebbels, ministro da Propaganda da Alemanha Nazista. O vídeo repercutiu mundialmente, sendo noticiado diversos veículos internacionais, como a estadunidense Time Magazine e a CNN Internacional, os ingleses The Guardian e BBC, o francês France 24, bem como o Art Newspaper, dentre tantos outros.

## Características
Além de parafrasear Joseph Goebbels, ministro da Propaganda da Alemanha Nazista, durante o vídeo em questão, a música de fundo era a ópera Lohengrin, de Richard Wagner, apreciada por Adolf Hitler, bem como a disposição do cenário e o discurso foram apontados como muito similares à estética empregada pela propaganda nazista. O vídeo divulgava um edital sancionado por Alvim no valor de 20 milhões de reais, e que foi cancelado após a exoneração do secretário. O edital subsidiaria produções de filmes, quadrinhos, peças e exposições de arte.

### Citações
A arte brasileira da próxima década será heroica e será nacional. Será dotada de grande capacidade de envolvimento emocional e será igualmente imperativa, posto que profundamente vinculada às aspirações urgentes de nosso povo, ou então não será nada. — Roberto Alvim
A arte alemã da próxima década será heroica, será ferreamente romântica, será objetiva e livre de sentimentalismo, será nacional com grande páthos e igualmente imperativa e vinculante, ou então não será nada. — Joseph Goebbels:301
 …a cultura não pode ficar alheia às imensas transformações intelectuais e políticas que estamos vivendo — Roberto Alvim
 …tampouco o cinema pode ficar alheio às imensas transformações intelectuais e políticas. — Joseph Goebbels:301

## Reações do governo
O governo, inicialmente, declarou que não comentaria o episódio e Bolsonaro considerou manter Alvim no cargo, após este ter afirmado que a associação do vídeo com o nazismo teria sido mera coincidência. Diante da ampla repercussão negativa, no entanto, Alvim foi exonerado.

### Reação de Roberto Alvim

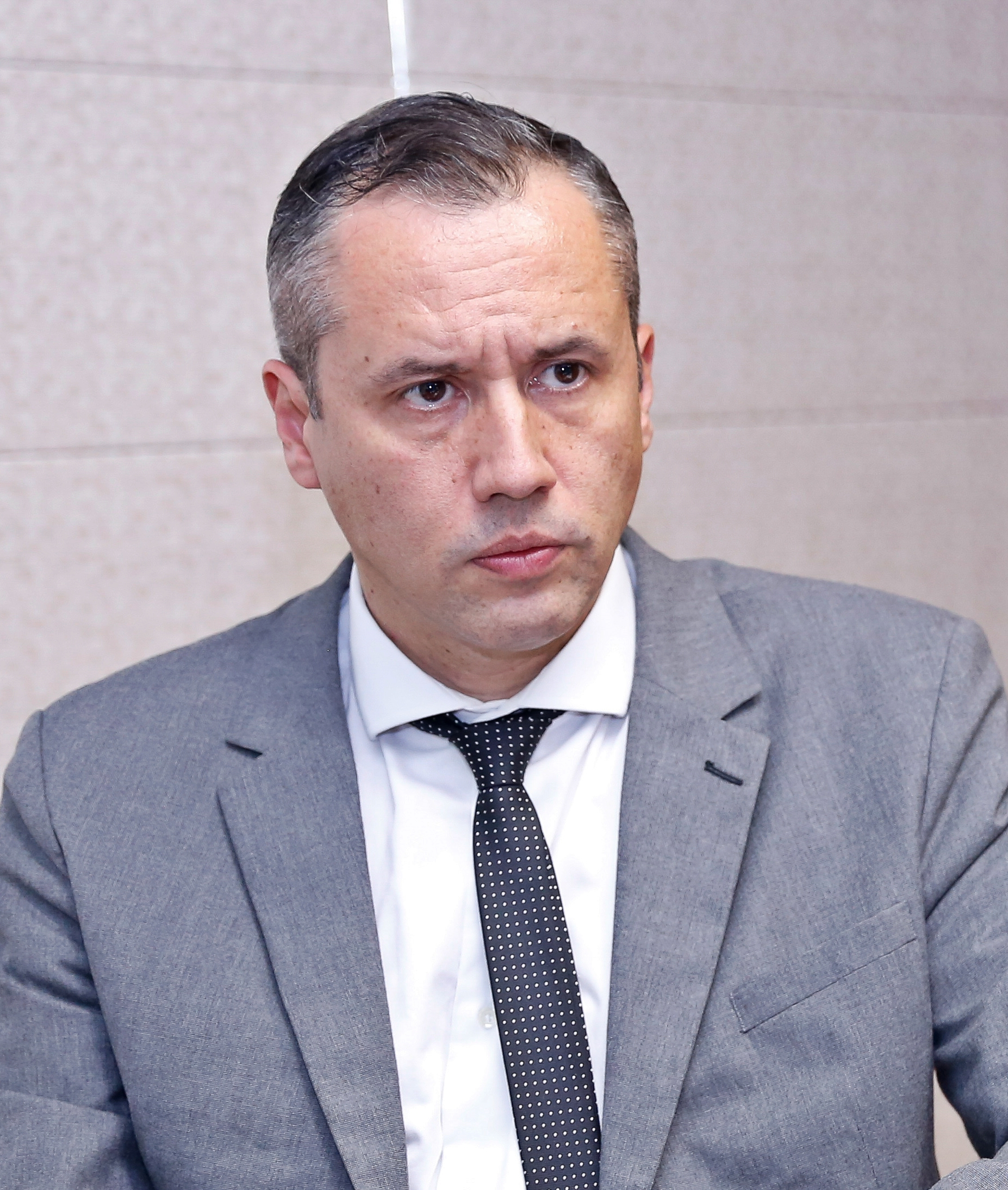

Alvim afirmou que apesar de a citação ter "origem espúria", as ideias refletidas no discurso são condizentes com o seu posicionamento e explicou que a filiação de Goebbels com o nacionalismo na arte é semelhante à sua, mas que não se pode depreender daí uma concordância sua com toda a parte espúria do ideal nazista. Mais tarde, declarou que desconhecia a origem da frase e que, se soubesse, jamais a teria empregado. Por outro lado, segundo funcionários de sua assessoria, o secretário tinha consciência da autoria da frase e das semelhanças estéticas do vídeo com a propaganda nazista. Posteriormente, Alvim declarou desconfiar de uma "ação satânica" no evento.

## Repercussão
O vídeo causou indignação da opinião pública. A Confederação Israelita do Brasil, o presidente da Câmara Federal, Rodrigo Maia, o presidente do Senado Federal, Davi Alcolumbre, e o embaixador israelense no Brasil, Yossi Shelley pediram a demissão do secretário. O vídeo também recebeu manifestações de repúdio de outros políticos de diversos partidos, de ministros do Supremo Tribunal Federal, de jornalistas e de personalidades da classe artística.
Um ano depois do incidente, em janeiro de 2021, Alvim emitiu nota através da coluna da jornalista Mônica Bergamo, da Folha de S.Paulo, classificando o discurso como o maior erro de sua vida, explicou que não viu qualquer conotação nazista nele e que jamais o teria pronunciado se conhecesse sua "origem nefasta". Alvim também declarou que havia deixado o Brasil sem intenções de retornar.